# Gösta Birath
Gösta Natanael Birath, född 1907 i Stockholm, död 1998, var svensk lungläkare och professor i pneumologi vid Göteborgs universitet.
Han avlade 1929 med.kand.- och med.lic.-examen 1934 vid Karolinska institutet. Han disputerade för medicine doktorsgraden 1944 på en avhandling om lungvolymer och blev 1945 docent i ftisiologi. Han kom därefter att införa lungfunktionsmätningar på lungpatienter före och efter lungoperationer och andra ingrepp. Birath utnämndes 1952 till chef för lungkliniken vid Renströmska sjukhuset i Göteborg. Han blev en förgrundsgestalt nationellt och internationellt i omvandlingen från tuberkulosvård till modern lungmedicin. Hans intresse för lungfunktionsstudier ledde bland annat till pionjärinsatser i behandlingen av kronisk andningssvikt. Med stöd av Nationalföreningen mot Hjärt- och Lungsjukdomar inrättades 1964 för Birath en personlig professur i pneumologi. 
Gösta Birath var djupt involverad i livsåskådningsfrågor och var mycket engagerad i sina patienter. Långt efter sin pensionering var han mycket aktiv i diskussionen om landets sjukvårdsetik. Han var under 1966 till 1972 chefredaktör för Scandinavian Journal of Respiratory Diseases. Birath  var hedersledamot i British Thoracic Society och valdes 1990 till hedersledamot i Svensk Lungmedicinsk Förening.